# Castelldefels
Castelldefels és una ciutat i municipi de la comarca del Baix Llobregat. La seva població era de 67.004 habitants el 2019.

## Toponímia
Tenim testimonis del nom utilitzat per denominar Castelldefels durant l'època medieval, però els noms que apareixen als diferents documents experimentaven molta variabilitat, ja que es tracta de topònims de transmissió oral que l'eclesiàstic o notari de torn tractava de reflectir en llatí. I així ens troben amb: Kastrum Felix (any 967), Castello de Feles (970), Castrum de Feles (970), Castrum quod dicitur Felix (987), Chastello de Fels (1024), Castro de Fels (1254), Castro Fidelium (1254), Castel de Felchs (1316) i Castell de Felchs (1393). Possiblement el nom prové del nom de persona Fèlix, qui seria el primer que va aprisar i fortificar l'indret, sota l'autoritat del comtat de Barcelona. El nom de Fèlix, a l'edat mitjana, fou utilitzat popularment com a Fels.

## Geografia
- Llista de topònims de Castelldefels (Orografia: muntanyes, serres, collades, indrets..; hidrografia: rius, fonts...; edificis: cases, masies, esglésies, etc).

## Història
Les primeres mencions de la ciutat es fan amb el nom de Castrum Felix. Una forma romanitzada, Castello de Feels (o sigui ‘Castell de Fidels'), servirà com a llavor per al nom actual de la població. Castelldefels va ser, en principi, una població formada per una sèrie de masies disperses. Fins al segle xx no va tenir una autèntica estructura urbana. Amb el desenvolupament econòmic de la ciutat de Barcelona, Castelldefels es va convertir en un lloc d'estiueig de molts barcelonins a mitjans dels anys 1950. El 1957 hi havia més de 40 urbanitzacions en construcció.

### Prehistòria i antiguitat
A Castelldefels no es compta de moment amb restes molt antigues de presència humana, però si molt a prop. L'agost del 2005 es van trobar eines de pedra del Paleolític inferior al Parc de Vallparadís (Terrassa, Barcelona) d'un milió d'anys d'antiguitat aproximadament. Una troballa més propera és la mandíbula de la Cova del Gegant (Sitges) que té 53.000 anys, recuperada el 1952, però no identificada com a pertanyent a l'Homo neandertalensis fins a l'any 2001.
El que sí que s'ha trobat són restes de fauna pleistocènica i indústria lítica del Paleolític mitjà. Dos són els jaciments importants: coneguda des de temps immemorial és la Cova Fumada, situada al límit entre Castelldefels i Les Botigues, cavitat explorada pel seu propietari al començament dels anys 1960, on s'han trobat restes animals i s'ha pogut confirmar que havia estat habitada diverses vegades per grups humans des del Paleolític Mitjà (100.000 – 30.000 aC). L'altre jaciment és la Cova del Rinoceront de la pedrera de Ca n'Aymerich, que es troba en estudi des de l'octubre de 2002, malgrat que ja havia estat identificat a final del segle xix. Aquí s'han trobat importants restes de fauna de fa 300.000 anys (rinoceronts, cèrvids, tortugues) i diversos fragments de sílex que, situarien la presència humana a Castelldefels al voltant dels 85.000 anys d'antiguitat.
També s'han trobat a Castelldefels restes de l'Edat del Bronze (2.000 – 800 aC). Es té constància de la presència d'un grup humà que va viure a prop de l'actual Can Baixeres.
Amb el desenvolupament de la cultura ibèrica, ens troben diferents assentaments a llocs estratègics com són la Muntanyeta i els turons del Castell, de Cal Tiesso, de la Torre Barona i de la Serra d'en Llopart. Les excavacions realitzades entre 1989-1995 al turó del Castell mostren dues etapes de construccions ibèriques entre els segles iii i ii aC, malgrat que s'han trobat ceràmiques que indicarien l'ocupació des del segle iv, que coincideixen amb la datació del poblat ibèric del turó del Calamot (Gavà). Aquest poblat possiblement controlava una petita rada situada a peu del turó. Els ocupants d'aquests assentaments eren ibers laietans, establerts des del Maresme fins a una part del Baix Llobregat.
Amb l'arribada dels romans, el poblat ibèric fou transformat en una vil·la romana, dedicada a l'explotació agrària amb el cultiu predominant de la vinya. El vi produït s'envasava en àmfores, que podien ser produïdes als forns de Gavà o Sant Boi de Llobregat. Coneixem el nom d'un dels seus propietaris per una inscripció que es conserva a la capella del Castell, Gaius Trocina Synecdemus, i el de la seva dona, Valeria Haliné.
La línia de costa es trobava molt a prop d'allò que avui és l'avinguda Constitució (carretera simbolitzada com a C-245 de Barcelona a Santa Creu de Calafell) i constituïa un port natural molt adient per les naus romanes que es dedicaven al comerç. És molt probable l'existència d'aquest port comercial entre els termes de Gavà i Castelldefels ja des del segle iv aC per les troballes que s'han fet sota la sorra, com a mínim nou jaciments: gran nombre d'àmfores, lingots de plom, àncores, teules i vaixells.
L'activitat d'aquest port va decaure des del segle ii i així continuà fins a la caiguda de l'Imperi Romà al segle v. Hi ha diferents possibles causes d'aquest decaïment: les noves sorres aportades pel Llobregat potser van dificultar la navegació; i la crisi de l'estat romà, que portà a una ruralització de l'economia i la societat. Aquesta tendència darrera portà a l'abandó de les vil·les al Baix Llobregat i el retorn a les coves.

### Edat mitjana
Hi ha un buit important d'informació directa fins al segle x, només disposem de generalitats. El 415 el rei visigot Ataülf passà els Pirineus i s'establí a Barcelona, però el seu germà Vàlia provà primer d'establir-se a l'Àfrica (416) i després (418) signà un tractat amb Roma pel qual posava les seves tropes al servei de l'Imperi en canvi del reconeixement de la possessió de terres a Aquitània, constituint-se el regne visigot de Tolosa (418-507). Però aquest reialme fou desbaratat pels francs dirigits pel seu rei Clodoveu, que obligaren als visigots a retirar-se cap a la Península. Fou llavors quan Barcelona es convertí en capital del regne visigot (511-517 i 531-549), abans del seu establiment definitiu a Toledo (vers 554-711).
L'estat visigòtic tenia importants mancances, debilitat augmentada per les lluites internes, una economia poc estructurada que no permetia disposar d'un exèrcit poderós ni una administració permanent. Les ciutats continuaren el seu procés d'estancament o de retrocés, la xarxa comercial romana perdé l'activitat de segles passats, els camins esdevingueren insegurs i la costa perillosa.
La població del territori d'Eramprunyà visqué d'esquena al mar durant tota l'edat mitjana. La població d'aquesta regió sofrí un important daltabaix amb l'empitjorament del nivell de vida i l'increment de la inseguretat, però es mantingué la presència humana al territori com es desprèn dels jaciments més ben coneguts: Santa Maria de Sales (Viladecans), Santa Maria de Castelldefels i Sant Pere de Gavà.
A la crisi del baix imperi romà seguí el desconcert de les invasions. Foren un seguit de segles durs i incerts que obligaren els habitants de la plana a buscar el recer de les zones de muntanya, més protegides i acollidores per amagar-se i sobreviure, encara que el territori costaner mai no quedà despoblat completament, tal com semblen demostrar els resultats de les excavacions arqueològiques realitzades i analitzades per Albert López. Les vil·les romanes de Castelldefels, Gavà, Sales i Sant Boi i l'ancoratge de les Sorres, mostren activitat i ocupació fins, aproximadament, al segle vi. Sembla que no hi ha senyals d'abandó precipitat, destrucció o talls en la continuïtat de població entre aquesta data i el segle x.
Passaren més de quatre-cents anys fins que el territori que prendria el nom d'Eramprunyà no comptà amb una estructura territorial estable. Cap a mitjan segle v, els homes i dones de la contrada assistiren a l'arribada dels visigots. Els nouvinguts s'assentaren en el territori, tenien la força militar però eren escassos en nombre per la qual cosa no expulsaren la població envaïda, ans s'hi barrejaren. Semblantment feren, a principi del segle viii, els sarraïns. Els visigots havien arribat pel nord, creuant els Pirineus, els sarraïns arribaren pel sud, després de creuar Gibraltar.
Poc després que els musulmans travessaren l'estret de Gibraltar (711), arribaren a terres catalanes (713-714) i, uns anys després, controlaren definitivament Barcelona (717-718). El seu control sobre el territori que aquí ens interessa no arribà a la centúria, però ens ha arribat la seva petjada a la toponímia: Garraf, Almafar (nom de l'actual Sant Climent de Llobregat), Alcalà (nom de Sant Boi de Llobregat entre els segles vii i xii, Calamot (a Gavà), Jafre (a Sitges), Rafaguera (a Castelldefels) i, possiblement, Begues. En aquesta darrera població, també s'ha trobat un tresoret de dirhems cordovesos a la cova de Can Sadurní. El territori era controlat, possiblement, des de Sant Boi (Alcalà = castell), on hi hauria una guarnició que controlava l'estratègic pas del riu Llobregat.
Després de la conquesta de Barcelona el 801 pels francs, el riu Llobregat i el massís del Garraf eren dos punts estratègics en la defensa de la ciutat, i d'aquí sorgeix l'actual nucli de població que avui es coneix per Castelldefels. Al principi, s'organitzà el control dels principals turons del massís del Garraf-Ordal amb unes senzilles torres de fusta que serviren per vigilar les freqüents i perilloses incursions dels sarraïns.
Cap a la fi del segle ix, durant el govern de Guifré el Pilós o potser ja el del seu fill el comte Guifré II, després del fracàs d'instal·lar un monestir benedictí per Galí de Santmartí, un dels seus homes o vicaris a la frontera, possiblement un tal Fèlix, per tal de consolidar el domini efectiu del futur Castelldefels, erigí el primitiu castell, el castrum Felix (origen del nom de la ciutat, que tractarem més endavant). Això es dedueix del fet que, quan ja tenim els primers documents conservats sobre Castelldefels, des del 966, aquest territori apareix força poblat, es parla de l'església de Santa Maria de Castelldefels i les terres són conreades, amb vinya sobretot, per molts aloers, dels quals en cap moment es parla d'aprisió de terres. També tenim notícies anteriors al 966 de fortificació de llocs més avançats a la frontera amb els sarraïns que Castelldefels, per exemple, vers el 929 a la fortalesa d'Olèrdola. Perquè això fos així, calia tenir fortificat i ben assegurat els territoris immediats, és a dir la part oriental del massís del Garraf on trobem Eramprunyà i Castelldefels. El primer castell que s'esmenta al sud del riu Llobregat és el de Cervelló, documentat a partir del 904, que controlava l'accés al pas de l'Ordal. El castell d'Eramprunyà és esmentat el 957.
Abans del 966, al territori dins del terme d'Eramprunyà, el comte Miró I de Barcelona donà les terres baixes del delta del Llobregat no gaire poblades i amenaçades pels sarraïns per a la fundació d'un monestir a Castelldefels, conegut com el monestir de Santa Maria, amb possessions a Gavà i Viladecans. El 972 rebé terres a la Sentiu, i també rebé terres i possessions de particulars a Begues, Sant Boi i El Prat de Llobregat. Així quedà controlada des de Castelldefels l'organització eclesiàstica del territori amb domus (esglésies amb comunitat) dedicades a Santa Maria (de Castelldefels), Sant Miquel (de la Sentiu o potser de l'Eramprunyà), Sant Pere (de Gavà?), Sant Joan (de Viladecans?), Sant Cristòfol (de Begues), Sant Pau (del Prat?) i Sant Climent. Però les ràtzies d'Almansor acabaren amb la prosperitat d'aquest monestir, quedant reduït a Castelldefels i a la seva església de Santa Maria. Pel 985, el comte Borrell II de Barcelona sembla que l'agregà al monestir de Sant Cugat, un poderós monestir benedictí de Catalunya. Castelldefels s'alliberava del senyor feudal d'Eramprunyà en ser propietat d'un senyor eclesiàstic tan poderós.
Mentre el nucli de població es consolidava, cap al 1176-1178, l'abat de Sant Cugat decideix infeudar les seves possessions a Castelldefels cedint el seu domini a la família Tició de Gavà a canvi del pagament d'unes quantitats. A aquesta els succeeixen els Relat de Guimerà, que des del 1323 comencen a tenir problemes amb la família Marc (o March), propietària del castell d'Eramprunyà, decidits a unificar les seves anteriors possessions. El 1427 Gispert Relat cedí els seus drets a Castelldefels a Lluís Marc.
En aquesta època, segles xiv i xv, davant l'amenaça de la pirateria musulmana i genovesa, s'inicià la construcció d'un sistema visual de prevenció. Es construeix la Torre Barona, que juntament amb la de Sant Salvador dels Arenys a l'actual barri de Bellamar, el Castell d'Eramprunyà i altres edificacions distribuïdes per la comarca, donaven l'avís encenen fogueres. D'aquesta època també són les restes més antigues de la fortificació al costat de l'església de Santa Maria, que més endavant donaria lloc al castell de Castelldefels, símbol de la ciutat.
Un tema a part és el nom de la localitat que té origen amb la reconquesta cristiana. Tenim testimonis del nom utilitzat per denominar Castelldefels durant l'època medieval, però els noms que apareixen als diferents documents experimentaven molta variabilitat, ja que es tracta de topònims de transmissió oral que l'eclesiàstic o notari de torn tractava de reflectir en llatí. I així ens troben amb: Kastrum Felix (any 967), Castello de Feles (970), Castrum de Feles (970), Castrum quod dicitur Felix (987), Chastello de Fels (1024), Castro de Fels (1254), Castro Fidelium (1254), Castel de Felchs (1316) i Castell de Felchs (1393). Possiblement el nom prové del nom de persona Fèlix, qui seria el primer que va aprisar i fortificar l'indret, sota l'autoritat del comtat de Barcelona. El nom de Fèlix, a l'edat mitjana, fou utilitzat popularment com a Fels.
| Núm. | Nom                                              | Inici         | Fi             | Observacions |
| ---- | ------------------------------------------------ | ------------- | -------------- | --- |
|      | FAMÍLIA TICIÓ                                    |               |                | |
| 1.   | Tició                                            | 17/05/1178    | després 1185   | Feudatari del monestir de Sant Cugat. També apareix com a Tició de Feixa o Tició de Gavà. |
| 2.   | Berenguer Tició                                  | després 1185  | 05/04/1223     | Fill de l'anterior i germà de Guillem Tició, senyor de La Roca de Gavà des del 1216. |
| 3.   | Berenguer Gerard                                 | 05/04/1223    | 1234?          | No era dels Tició, a qui fou segrestat el feu. També apareix com a Berenguer Gerart. |
|      | Berenguer Tició (segon cop)                      | esmentat 1253 |                | Recuperà el senyoriu. |
| 4.   | Felip d'Espiells                                 | esmentat 1270 | 1286?          | Fill de l'anterior. Sembla que fou enterrat a la capella del castell, durant unes obres de l'any 1722 fou trobada la que podria ser la seva sepultura al costat de la seva dona. |
| 5.   | Ferrer Garí                                      | esmentat 1286 |                | Germà de l'anterior. |
| 6.   | Ferrer Tició                                     | esmentat 1293 |                | Fill de l'anterior. També anomenat Ferrer Garí. Ven els drets al feu de Castelldefels a la família de la seva primera muller, amb els quals estava endeutat. |
| 7.   | Guillem de Pacs                                  | abans 1340    |                | Sogre de l'anterior. Perd el feu pels plets que interposà la vídua de Ferrer Tició. |
| 8.   | Maria (de Relat)                                 |               | 1340           | Vídua de Ferrer Tició, ven el feu al seu parent Berenguer de Relat. |
|      | FAMÍLIA RELAT DE GUIMERÀ                         |               |                | |
| 9.   | Berenguer de Relat (Bernat Berenguer de Relat)   | 1340          | testament 1390 | Conseller del rei Pere III. |
| 10.  | Isabel de Relat (Elisabet de Relat)              | 1390?         | testament 1394 | Filla de l'anterior i casada amb Gispert de Guimerà, dit Relat (mort el 02/03/1409), senyor de Ciutadilla, de qui Isabel rep en dot del matrimoni el castell de Ciutadilla (15/08/1372). |
| 11.  | Bernat de Relat (Bernat de Guimerà i de Relat)   | 1394          | 24/06/1410     | Fill de l'anterior. Reclamà el castell de Ciutadilla (18/01/1410) a la mort del seu pare, el qual era pretès pel seu germanastre Guerau de Guimerà. |
| 12.  | Gispert de Relat (Gispert de Guimerà i de Relat) | 24/06/1410    | 1427           | Fill de l'anterior, sota la tutela de la seva mare Violant de Valls (morta abans 18/02/1411) i després Manuel de Rajadell. Ven el feu de Castelldefels (1427) a la família Marc (March), senyors d'Eramprunyà, arran d'una sentència reial. El 1434 obté el reconeixement dels seus drets sobre Ciutadilla. |

### Edat contemporània
El 28 d'octubre de 1900 es produí —en favor de Carles de Borbó i Àustria-Este— el fracassat Alçament de Badalona. Tot seguit, petites partides d'insurrectes feren acte de presència a Catalunya i el País Valencià. D’entre aquestes partides, Josep Miró, àlies Pepus, aixecà una partida composta per 22 estudiants circumstancialment a Castelldefels, perquè no consta la participació de població local, per fer-se ràpidament al mont, endinsant-se al Garraf, fins que aquest escamot fou batut poc dies després a inici de novembre.

## Administració
Els municipis tenen l'ajuntament com a institució local que té per funció el govern i l'administració dels interessos del seu veïnat. Les persones que en formen part tenen caràcter electiu:
| Resum dels resultats de les eleccions municipals                   | 1979  | 1983  | 1987  | 1991  | 1995  | 1999  | 2003  | 2007  | 2011  | 2015  | 2019  | 2023  |
| ------------------------------------------------------------------ | ----- | ----- | ----- | ----- | ----- | ----- | ----- | ----- | ----- | ----- | ----- | ----- |
| Convergència i Unió (CiU)                                          | 1     | 3     | 5     | 6     | 4     | 4     | 3     | 4     | 5     | 2     |       |       |
| Junts per Castelldefels (Junts) (a)                                |       |       |       |       |       |       |       |       |       |       | 1     | 1     |
| Esquerra Republicana de Catalunya (ERC)                            | 1     |       |       |       |       |       | 1     | 1     |       | 3     | 4     | 2     |
| Partit dels Socialistes de Catalunya (PSC)                         | 8     | 15    | 12    | 11    | 9     | 9     | 8     | 9     | 7     | 4     | 6     | 4     |
| Partit Popular de Catalunya (PPC)                                  |       | 2 (b) | 1 (b) | 3     | 5     | 5     | 5     | 5     | 8     | 8     | 8     | 12    |
| Iniciativa per Catalunya Verds (ICV)                               | 5 (c) |       | 2     |       | 3     | 1     | 2     | 3     | 3     |       |       |       |
| Esquerra Unida i Alternativa (EUiA)                                | 5 (c) | 1 (d) | 2     | 1 (d) | 3     | 1     | 2     | 3     | 3     |       |       |       |
| Movem Castelldefels (e)                                            |       |       |       |       |       |       |       |       |       | 4     | 4     | 3     |
| Associació de Veïnes i Veïns Independents de Castelldefels (AVVIC) |       |       |       |       |       | 1     | 2     | 2     | 2     |       |       |       |
| Castelldefels Si Pot (CSPOT)                                       |       |       |       |       |       |       |       |       |       | 2     |       |       |
| Som Castelldefels (SFELS)                                          |       |       |       |       |       |       |       |       |       |       |       | 3     |
| Centre Democràtic i Social (CDS)                                   |       |       | 1     |       |       |       |       |       |       |       |       |       |
| Centristes de Catalunya-UCD (CC-UCD)                               | 4     |       |       |       |       |       |       |       |       |       |       |       |
| Ciutadans - Partit de la Ciutadania (C's)                          |       |       |       |       |       |       |       | 1     |       | 2     | 2     |       |
| Independents de Castelldefels                                      | 1     |       |       |       |       |       |       |       |       |       |       |       |
| Partit Comunista Obrer de Catalunya (PCOC)                         | 1     |       |       |       |       |       |       |       |       |       |       |       |
| Total de regidors                                                  | 21    | 21    | 21    | 21    | 21    | 21    | 21    | 25    | 25    | 25    | 25    | 25    |
| Participació (%)                                                   | 60,27 | 65,38 | 61,75 | 52,22 | 59.72 | 50,68 | 54,95 | 45,60 | 51,03 | 56,05 | 61,63 | 56,75 |
| Abstenció (%)                                                      | 39,73 | 34,62 | 38,25 | 47,78 | 40,28 | 49,32 | 45,05 | 54,40 | 48,97 | 43,95 | 38,37 | 43,25 |

(a) L'espai post-convergent en contínua evolució, el 2019 el regidor als currículums publicats apareixia com a militant del PDeCAT (successor del CDC), mentre aquest partit el 2023 s'inclou a la candidatura Ara Castelldefels, sense èxit. 

(b) Resultats per l'Aliança Popular (AP) 

(c) Resultats pel Partit Socialista Unificat de Catalunya (PSUC)

(d) Resultats pel Partit dels i les Comunistes de Catalunya (PCC) 

(e) Integrat per ICV, EUiA, Moviment d'Esquerres, Equo, independents i Entesa (com a aglutinant supramunicipal). El 2019 també incorpora a Podem. El 2023 ICV ha estat succeïda per EV i EUiA de Castelldefels es troba vinculada a EUCat.
| Període     | Alcalde o alcaldessa                                                  | Partit polític | Data de possessió                | Observacions |
| ----------- | --------------------------------------------------------------------- | -------------- | -------------------------------- | ------------ |
| 1979–1983   | Agustín Marina Pérez                                                  | PSC            | 19/04/1979                       | --           |
| 1983–1987   | Agustín Marina Pérez                                                  | PSC            | 28/05/1983                       | --           |
| 1987–1991   | Agustín Marina Pérez                                                  | PSC            | 30/06/1987                       | --           |
| 1991–1995   | Agustín Marina Pérez                                                  | PSC            | 15/06/1991                       | --           |
| 1995–1999   | Agustín Marina Pérez                                                  | PSC            | 17/06/1995                       | --           |
| 1999–2003   | Agustín Marina Pérez (a) Antonio Padilla Reche (b)                    | PSC            | 03/07/1999 01/06/2002            | --           |
| 2003–2007   | Antonio Padilla Reche                                                 | PSC            | 14/06/2003                       | --           |
| 2007–2011   | Antonio Padilla Reche (c) Pedro Sanz Sánchez (d) Joan Sau i Pagès (e) | PSC            | 16/06/2007 13/03/2009 21/03/2009 | --           |
| 2011–2015   | Manuel Reyes López                                                    | PPC            | 11/06/2011                       | --           |
| 2015–2019   | Candela López Tagliafico (f) María Asunción Miranda Cuervas (g)       | ICV PSC        | 13/06/2015 10/06/2017            | --           |
| 2019-2023   | María Asunción Miranda Cuervas                                        | PSC            | 15/06/2019                       | --           |
| Des de 2023 | Manuel Reyes López                                                    | PPC            | 17/06/2023                       | --           |

(a) fins a 27/05/2002 

(b) en funcions 27/05/2002 a 01/06/2002, titular des de 01/06/2002 

(c) fins a 13/03/2009 

(d) en funcions 13/03/2009 a 21/03/2009 

(e) de 21/03/2009 a 11/06/2011 

(f) de 13/06/2015 a 07/06/2017 

(g) en funcions 07/06/2017 a 10/06/2017, titular des del 10/06/2017

## Demografia
| 1497 f | 1515 f | 1553 f | 1717 | 1787 | 1857 | 1877 | 1887 | 1900 | 1910 |
| ------ | ------ | ------ | ---- | ---- | ---- | ---- | ---- | ---- | ---- |
| 30     | 33     | 30     | 187  | 480  | 385  | 240  | 270  | 289  | 341  |

| 1920 | 1930 | 1940  | 1950  | 1960  | 1970   | 1981   | 1990   | 1992   | 1994   |
| ---- | ---- | ----- | ----- | ----- | ------ | ------ | ------ | ------ | ------ |
| 365  | 797  | 2.013 | 2.039 | 3.920 | 13.219 | 24.559 | 32.080 | 33.648 | 33.648 |

| 1996   | 1998   | 2000   | 2002   | 2004   | 2006   | 2008   | 2010   | 2012   | 2014   |
| ------ | ------ | ------ | ------ | ------ | ------ | ------ | ------ | ------ | ------ |
| 38.509 | 41.194 | 45.091 | 48.982 | 53.964 | 58.663 | 60.572 | 62.250 | 62.989 | 63.255 |

| 2016   | 2018   | 2020   | 2022   | 2024   | 2026 | 2028 | 2030 | 2032 | 2034 |
| ------ | ------ | ------ | ------ | ------ | ---- | ---- | ---- | ---- | ---- |
| 64.892 | 66.375 | 67.460 | 67.307 | 69.450 | -    | -    | -    | -    | -    |

## Barris
Els barris de Castelldefels són els següents:
- Baixador
- Bellamar
- Camí Ral
- Can Bou
- Can Roca
- Can Vinader
- Centre
- El Castell-Poble Vell
- El Poal
- Els Canyars: Barri interior fronterer amb el municipi veí de Gavà. Tranquil i amb un bon nivell de restauració. Destaquen el camp municipal dels Canyars i la masia Els Canyars, on es fan activitats culturals i socials.
- Granvia Mar
- La Pineda: barri costaner occidental.[10] Entre les entitats actives, destaquen el Club Marítim de Castelldefels i l'Associació de Veïns de la Pineda de la Marina.
- Les Botigues
- Lluminetes
- Mar-i-Sol
- Montmar
- Muntanyeta
- Vista Alegre: zona del bosc
- Zona Universitària

## Turisme

### La platja de Castelldefels

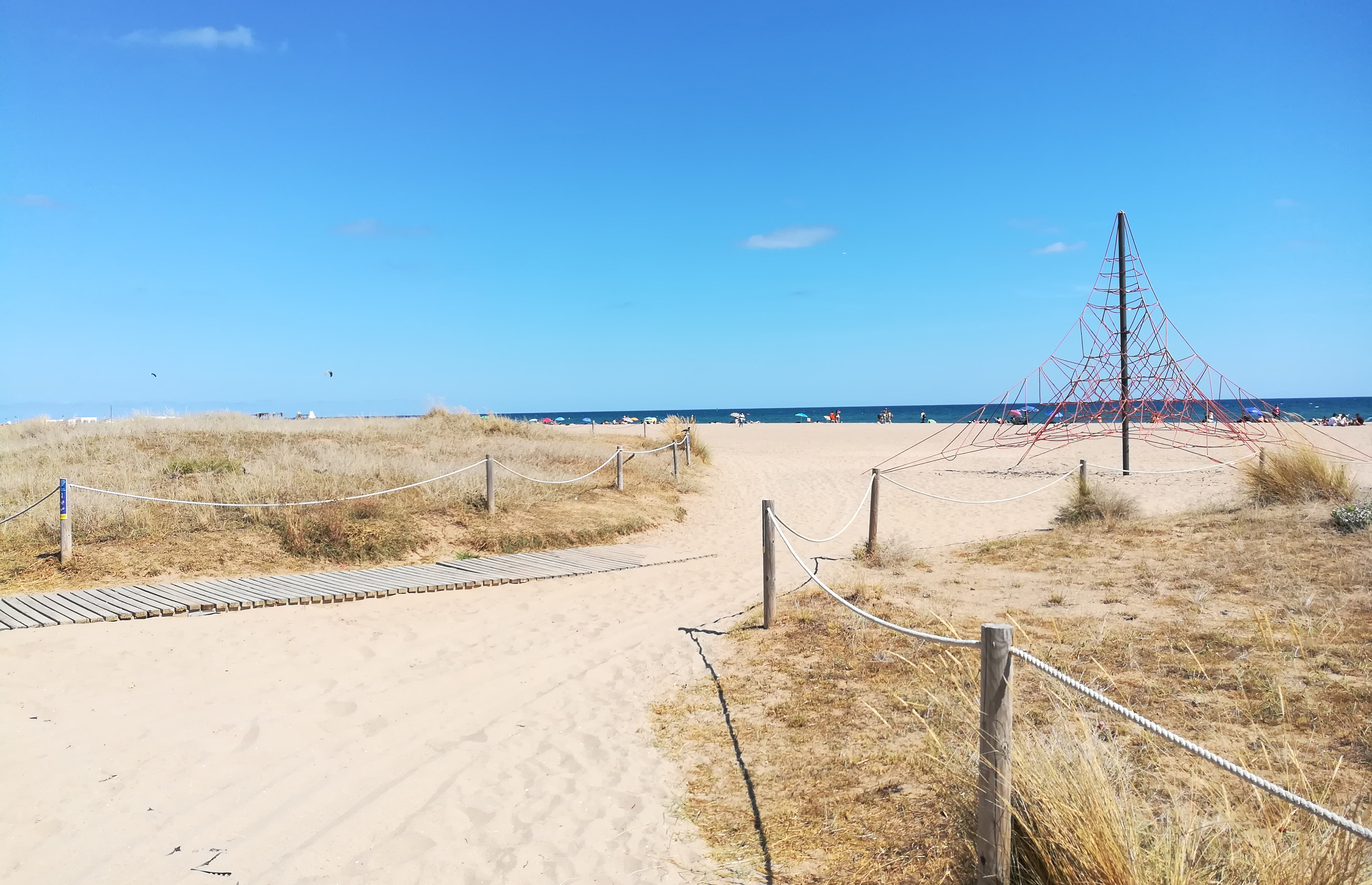
Platja de Lluminetes

La platja de Castelldefels és una llarga làmina de sorra fina situada a uns 18 km al sud de la ciutat de Barcelona, entre dos sistemes naturals ben diferenciats: el delta del riu Llobregat, amb els seus aiguamolls i canyissars, i el massis calcari del Garraf.
Compta amb una longitud total de 4,8 km, una amplada mitjana de 90 metres i una superfície total d'aproximadament 500.000 m².
A la platja de Castelldefels podem practicar esports aquàtics, banyar-nos en les tranquil·les aigües del Mediterrani, prendre el sol i passejar plàcidament.
La platja està equipada amb dutxes, papereres, passeres de fusta d'accés a la sorra, àrees de jocs infantilcs, torres i cadires de vigilància, cabines sanitaries, etc.
Els banyistes tenen a la seva disposició els següents serveis: accés de persones de mobilitat reduïda fins a l'aigua, salvament i socorrisme, neteja diària de la sorra, megafonia, servei wi-fi des del c/ 4 fins a la plaça de les Palmeres, barraques de begudes i gelats, servei de lloguer d'hamaques i establiments de restauració fixos al Passeig Marítim entre els carrers 9 i 23.

### El Parc del Garraf

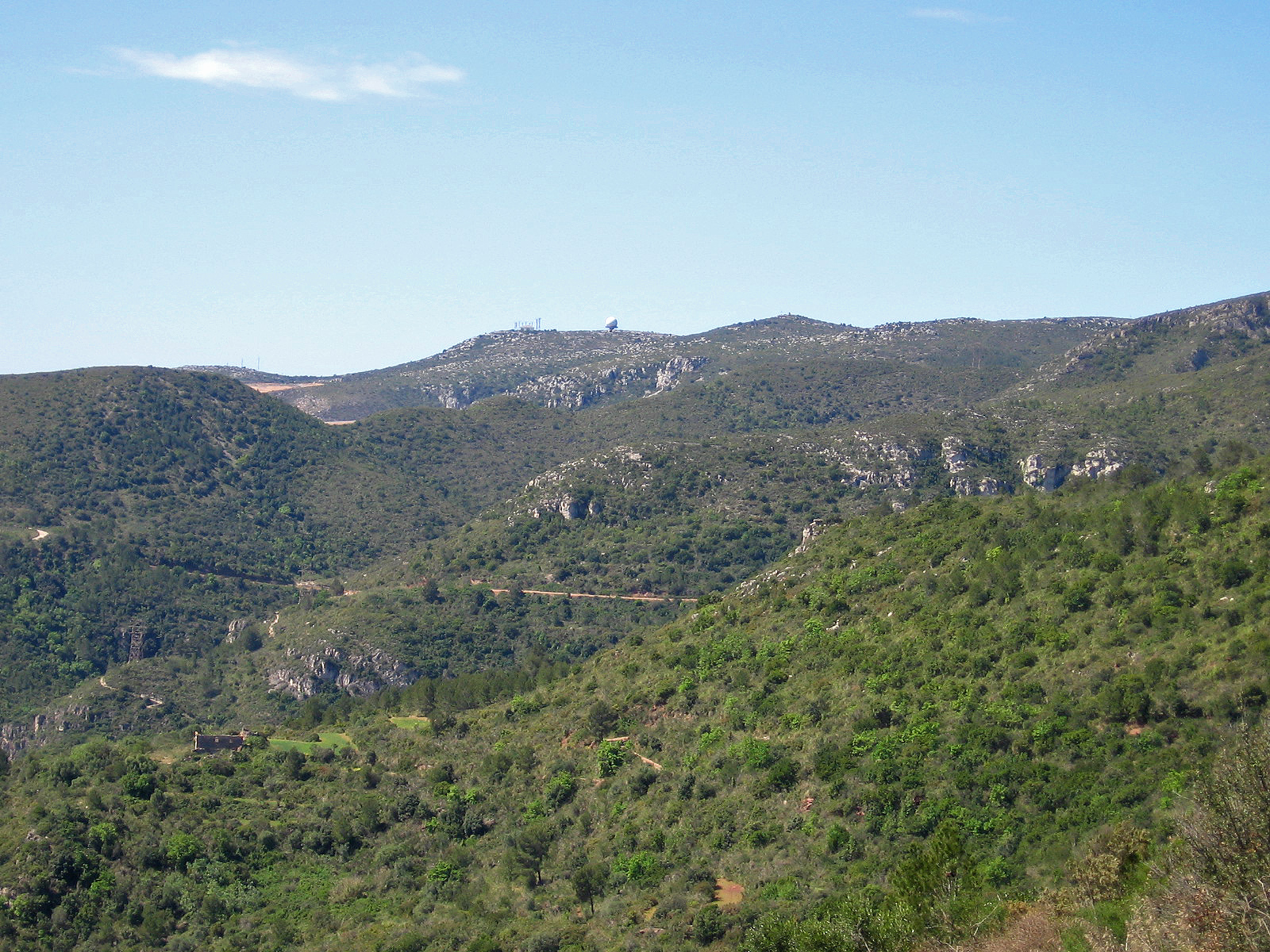
Parc del Garraf

El Parc del Garraf es troba entre les comarques del Baix Llobregat, l'Alt Penedès i el Garraf, al sector Sud-oest de l'anomenada Serralada litoral catalana. Els seus límits són la vall inferior del Llobregat, la mar Mediterrània i la depressió del Penedès.
Ocupa una extensió de 12.820 hectàrees. El parc natural el formen dues grans unitats ben diferenciades geològicament: una, de roques calcàries, i dolomies i una petita banda de gresos vermellosos, a l'extrem oriental del parc.
La pedra calcària és la que compon gairebé la totalitat del massís, la qual, en contacte amb l'aigua i l'aire, ha proporcionat, per fenòmens càrstics: coves, avencs, dolines i rasclers.
Bona part de Garraf ens ofereix un paisatge mediterrani meridional. La vegetació que caracteritza aquest paisatge és un matollar dens d'un a tres metres d'alçària on dominen el garric i el llentiscle i on creixen el margalló, el càrritx i altres espècies de procedència africana.
Més a l'interior, el paisatge està integrat per fragments d'alzinar i pinedes de pi blanc la majoria dels quals han estat afectats pels incendis forestals i avui es troben en procés de regeneració.
En els fondos o valls tancades es troba la vegetació típica de l'alzinar, com és la mateixa alzina, el boix, la roja, el lligabosc o el marfull.
Les dures condicions ambientals del massís de Garraf (gran insolació, manca d'aigua, escassa vegetació i relleu molt abrupte) no permeten que hi visqui una fauna rica i exuberant. En canvi, aquest mateix factor és el que dona interès a l'original fauna que hi viu, ja que està formada per una sèrie d'espècies adaptades a aquestes peculiars condicions. Com a ocells representatius podem esmentar: la merla roquera, la merla blava, el còlit negre i el còlit ros, l'hortolà, la cogullada fosca i el trobat. A més, la inhospitalitat d'aquestes muntanyes ha permès que encara hi visquin algunes espècies que es troben en perill d'extinció com el falcó i l'àliga perdiguera, a part d'altres rapinyaires. El vessant litoral del massís ofereix també una oportunitat als ocells marins que ha estat aprofitada recentment pel corb marí.

## Esports
Els quatre esports certificats per la DTE són el rem, el piragüisme en aigües tranquil·les, el tennis i el futbol.
A Castelldefels es poden practicar d'altres activitats esportives: vela, kitesurf, navegació en catamarà, caiac, natació, BTT, patinatge en línia, patinatge artístic, futbol, bàsquet, futbol sala, judo, handbol, rugbi, hoquei herba, voleibol platja, golf (pitch and putt), petanca, etc.

### Equips
- Esportiu Castelldefels (handbol femení i masculí)
- Castelldefels Rugby Union Club (rugbi)
- Unió Esportiva Castelldefels (futbol)
- Futbol Sala Femení Castelldefels (futbol sala)
- Castelldefels Hockey Club (hoquei herba)
- Tennis Taula Castelldefels (tennis taula)
- Unión Deportiva Vista Alegre (futbol)
- Can roca 74 Unió Esportiva (futbol)
- Els pins Futbol Sala

## Universitat
El projecte de creació del Parc Mediterrani de la Tecnologia i del Campus del Baix Llobregat, va ser iniciativa de la Generalitat de Catalunya i de la UPC, amb voluntat de ser un projecte innovador, destinat a facilitar el cicle vital dels professionals: la formació, l'empresa, la formació continua, la innovació, l'oci.
L'11 de novembre de 1998 es fa l'acte de col·locació de la "primera pedra” del Campus.
El Parc Mediterrani de la Tecnologia, i el Campus del Baix Llobregat comencen a funcionar el curs 2001/2002.
El canvi de nom oficial de l'Escola, que passa a ser l'EPSC (Escola Politècnica Superior de Castelldefels, i actualment és l'EETAC), s'aprova el 13 de juny de 2001.
L'EPSC posa en marxa paulatinament les titulacions d'Enginyeria Tècnica de Telecomunicació (especialitat Sistemes de Telecomunicació, especialitat Telemàtica) al curs 2000-2001, l'Enginyeria de Telecomunicació (2n. cicle) al curs 2001-2002 i Enginyeria Tècnica Aeronàutica (especialitat Aeronavegació) al curs 2002-2003.
- L'abril de 2002 s'inaugura l'edifici de l'Institut de Geomàtica.

- El 28 d'octubre de 2003 s'inaugura el nou edifici de l'institut de recerca de la UOC, l'Internet Interdisciplinary Institute (IN3). És finançat per la Generalitat de Catalunya amb l'ajuda de fons FEDER europeus. Disposa de 3.600 m².
- Al juliol de 2005 s'inaugura l'edifici del Centre Tecnològic de Telecomunicacions de Catalunya (CTTC).
- A la tardor de 2005 s'inaugura l'edifici de l'Institut de Ciències Fotòniques (ICFO)
- El 22 de juny de 2005 s'inaugura l'edifici de l'ESAB, actual EEABB: Escola d'Enginyeria Agroalimentària i de Biosistemes de Barcelona.
- El gener de 2006 entra en funcionament l'edifici Campus, al D7, que acull:
- - Biblioteca del Campus del Baix Llobregat
  - Unitat transversal de gestió (UTG)
  - Oficina Oberta
  - Espais per a associacions, Delegació d'estudiants, Servei d'Esports de la UPC.
  - Restauració, (va entrar en servei el setembre de 2005)

## Mitjans de comunicació

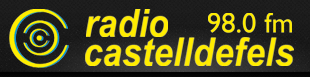
Logotip de Ràdio Castelldefels.

Ràdio Castelldefels és una emissora d'àmbit local que es va fundar el 19 d'abril de 1982. El seu naixement va ser sense llicència, ja que obtenir-ne una presentava un cost molt elevat a causa de tot el seu material tècnic i la poca importància a nivell estatal. La seva freqüència era la 101.7 FM, que va ser donada pel Departament de Comunicació del Ministeri d'Indústria Català, i actualment és la 98.0 FM.

## Curiositats
- L'asteroide (72037) Castelldefels, descobert a Begues el 2000, està dedicat a la vila.
- L'abril de 2007, Castelldefels es converteix en la primera platja catalana amb accés wifi a Internet.[13]

## Transport

### Carretera
Es pot accedir a Casteldefels a través de les següents vies: autopista C-32, autovia C-31 i la C-245.

### Ferrocarril

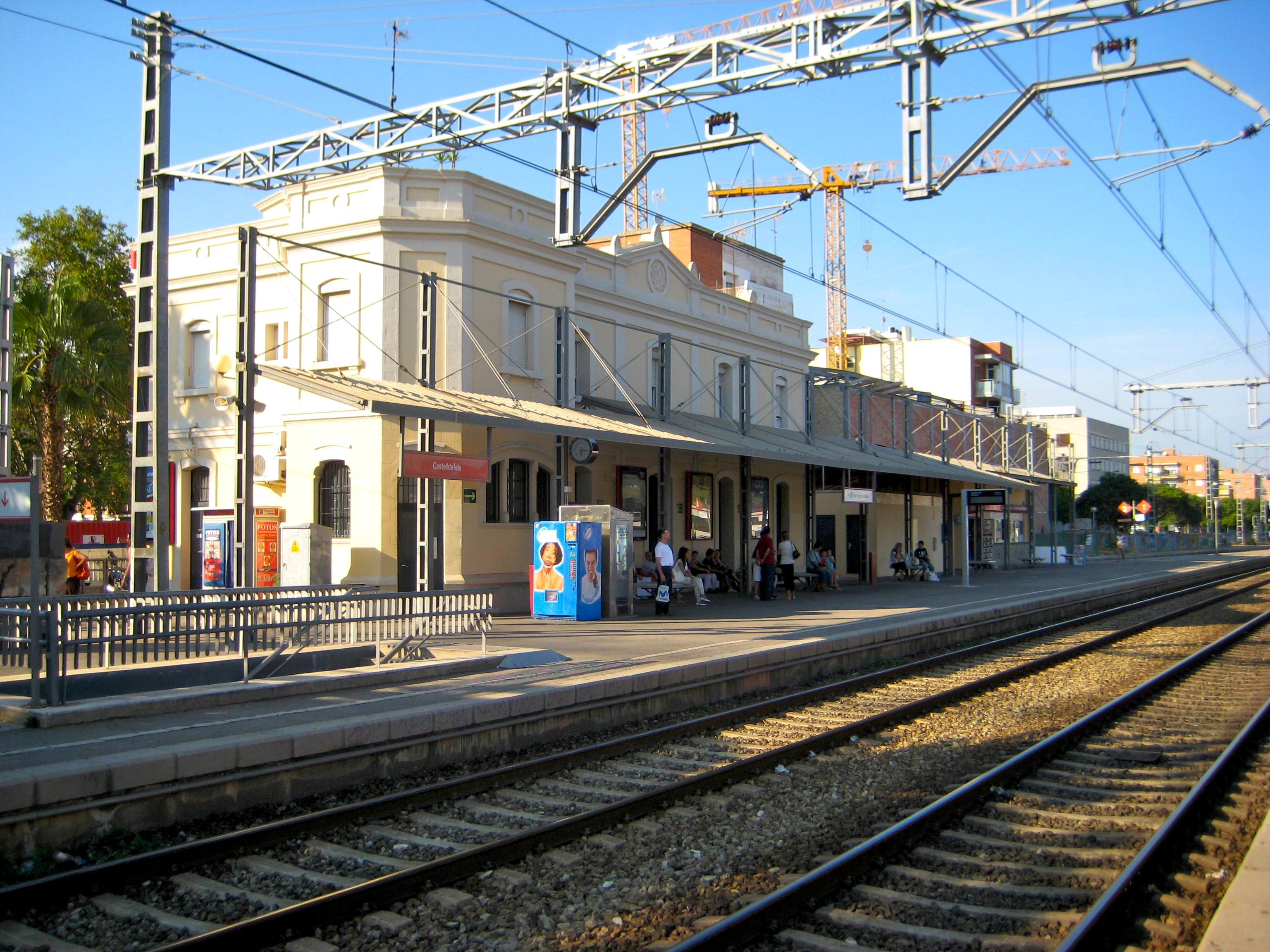
Estació de Castelldefels

Travessa el municipi la línia 2 de Rodalies amb dues estacions: Casteldefels i Platja de Castelldefels.

### Autobús
Hi ha sis línies d'autobús que circulen per Castelldefels.
- L94: Castelldefels (El Poal) - Barcelona (Aquesta no passa pel centre del poble)
- L95: Castelldefels (El Poal) - Barcelona (La línia exprés E95 cobreix el recorregut ometent parades urbanes)
- L96: Castelldefels - Sant Boi de Llobregat
- L97: Castelldefels (Bellamar) - Barcelona (La línia exprés E97 cobreix el recorregut ometent parades urbanes)
- L99: Castelldefels - Aeroport
- CF2: Castelldefels (Agustina d'Aragó) - Les Botigues de Sitges (Passeig Maritim)